# Robert Grosvenor (5e duc de Westminster)
Pour les articles homonymes, voir Grosvenor.
Robert George Grosvenor, 5e duc de Westminster, (24 avril 1910 - 19 février 1979) est homme politique, homme d'affaires, militaire et pair britannique.
Dans les années 1970, il est l'homme le plus riche de Grande-Bretagne.

## Jeunesse
Il est né Robert Grosvenor, fils de Lord Hugh Grosvenor (1884-1914), sixième fils et dixième enfant de Hugh Grosvenor (1er duc de Westminster) et de sa deuxième épouse, Katherine Cavendish, fille de William Cavendish (2e baron Chesham). Sa mère, Lady Mabel Crichton, est la fille de John Crichton (4e comte Erne). 
Il fait ses études au Collège d'Eton. Il est membre du contingent de l'école de la division junior du Corps de formation des officiers. Il atteint le grade de cadet caporal suppléant. 

## Carrière militaire
Le 28 juin 1938, il est nommé sous-lieutenant dans la 11e brigade antiaérienne légère (City of London Yeomanry), une unité de l'armée territoriale nouvellement formée de la Royal Artillery. A la fin à la Seconde Guerre mondiale il est major. 
Le 1er mai 1947, il est transféré à la Yeomanry de Londres (Les Rough Riders) et promu deuxième lieutenant major avec l'ancienneté du 24 avril 1944. Il est transféré au North Irish Horse le 1er mai 1949. Le 11 novembre 1949, il reçoit la décoration d'efficacité (TD) pour ses longs services dans l'armée territoriale. Il est promu lieutenant-colonel le 15 février 1953. Il reçoit un fermoir à sa décoration le 26 octobre 1954. Le 14 février 1956, il passe de la liste active à la réserve des officiers de l'armée territoriale. Il démissionne de sa commission le 15 avril 1960 et est autorisé à conserver le grade de lieutenant-colonel. 

## Carrière politique
Grosvenor vit en Irlande du Nord la plupart de sa vie à Ely Lodge, Blaney, sur une île au milieu de Lough Erne. En 1952, il est nommé haut shérif de Fermanagh.  
Aux élections générales de 1955, il est élu député de Fermanagh & South Tyrone. Réélu en 1959, il prend sa retraite en 1964, il est remplacé par son cousin, James Hamilton (5e duc d'Abercorn). Au parlement, il s'en est surtout tenu aux questions de circonscription, mais est responsable d'un projet de loi visant à augmenter les adoptions, qui est devenu la loi sur l'adoption de 1964. Il est décrit dans le discours inaugural de son successeur comme populaire et apprécié. 

## Famille
Le 3 décembre 1946, il épouse sa cousine, Viola Maud Lyttelton (en), une fille de John Lyttelton (9e vicomte Cobham), et ils ont trois enfants, dix petits-enfants et onze arrière-petits-enfants: 
- Lady Leonora Mary Grosvenor (née le 1er février 1949). Elle épouse Patrick Anson (5e comte de Lichfield) le 8 mars 1975 et ils divorcent en 1986. Ils ont trois enfants et deux petits-fils.
- Gerald Cavendish Grosvenor, 6e duc de Westminster (22 décembre 1951 - 9 août 2016). Il épouse Natalia Phillips le 7 octobre 1978. Ils ont quatre enfants et six petits-enfants.
- Lady Jane Meriel Grosvenor (née le 8 février 1953). Elle épouse Guy Innes-Ker (10e duc de Roxburghe) le 10 septembre 1977 et ils divorcent en 1990. Ils ont trois enfants et trois petits-enfants. Lady Jane est présentée à la haute société en tant que débutante au prestigieux bal international des débutantes à l'hôtel Waldorf-Astoria à New York en 1971 [1].

En 1963, son cousin meurt et son frère Gerald Grosvenor (4e duc de Westminster) devient duc de Westminster. Un mandat royal de préséance est délivré pour lui permettre d'adopter le titre de Lord Robert Grosvenor. À la mort de son frère en 1967, Robert devient le 5e duc de Westminster. Bien qu'il ait pris son siège à la Chambre des lords, il n'a jamais pris la parole. Il est nommé colonel honoraire du North Irish Horse en 1971. Il est décédé à Ely Lodge près d'Enniskillen, Irlande du Nord le 19 février 1979 et est enterré dans le cimetière de l'église d'Eccleston près d'Eaton Hall, Cheshire. 